# Hemistomia pusillior
Hemistomia pusillior е вид коремоного от семейство Hydrobiidae. Видът е застрашен от изчезване.

## Разпространение
Разпространен е в Австралия.